# Elda Emma Anderson
Pour les articles homonymes, voir Anderson.
Elda Emma Anderson, née le 5 octobre 1899 à Green Lake (Wisconsin), et morte le 17 avril 1961 à Oak Ridge (Tennessee), est une physicienne américaine qui a pris part au projet Manhattan pendant la Seconde Guerre mondiale, ainsi qu'au laboratoire de Los Alamos au Nouveau-Mexique, où elle crée le premier échantillon d'uranium 235 pur. En 1929, elle obtient son doctorat de l'université de Wisconsin pour ensuite devenir professeure de physique à Milwaukee-Downer College (en). Après la Seconde Guerre mondiale, elle s‘intéresse à la physique médicale et travaille dans le département de la physique de la santé du laboratoire national d'Oak Ridge. Elle y fonde l'agence de certification professionnelle connue sous le nom du American Board of Health Physics.

## Vie et carrière

### Jeunesse et études
Elda Emma Anderson est née à Green Lake, Wisconsin, le 5 octobre 1899. Son père, Edwin A. Anderson, et sa mère, Lena, ont en tout trois enfants. Bien qu'Elda Anderson soit fascinée par les mathématiques à un jeune âge, elle cherche plutôt à devenir enseignante à la maternelle. Ce n’est que plus tard qu’elle s’intéresse à la science, en partie grâce à l'influence de sa sœur aînée qui était assistante professeure en chimie.
Elda obtient un baccalauréat en arts (AB) du collège Ripon en 1922, puis elle fait une maîtrise en physique à l'université du Wisconsin en 1924. De 1924 à 1927, elle enseigne à Estherville Junior College en Iowa, où elle deviendra la doyenne de la physique, de la chimie et des mathématiques. En 1929, elle devient professeure de physique au Milwaukee-Downer College (en), puis chef du département de physique en 1934.

### Carrière

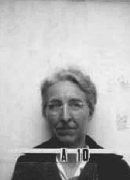
Photographie d'identité d'Elda Anderson à Los Alamos durant la Seconde guerre mondiale.

En 1941, Elda Anderson termine son doctorat à l'université du Wisconsin en écrivant sa thèse sur les « Faibles niveaux d'énergie dans les spectres atomiques de Co VII et de Ni VIII ». Immédiatement après avoir terminé son doctorat, elle demande un congé de son poste au Milwaukee-Downer College afin de mener de la recherche militaire en lien au projet Manhattan à l'université de Princeton. Peu de temps après, Elda Anderson est recrutée pour poursuivre son travail au Laboratoire national de Los Alamos. Dans ce nouvel établissement, elle étudie les paramètres de basse de la fission, y compris l'analyse des délais associés à l'absorption et l'émission de neutrons. Cette tâche impliquait souvent de travailler plus de seize heures par jour,. Une de ses réalisations à Los Alamos a été la préparation du premier échantillon d'uranium 235 pur en laboratoire.
Elda Anderson travaille souvent la nuit, vêtue d'un jeans et d'une chemise à carreaux, ce qui est loin d’être la tenue habituelle d’une femme de l'époque. Après la guerre, en 1947, elle quitte Los Alamos et retourne à l'enseignement au Milwaukee-Downer College. Toutefois, son implication en physique atomique lui suscite un intérêt pour les effets de la radiation sur la santé. En 1949, elle quitte l'enseignement pour commencer une carrière en physique de la santé. La Division de physique de la santé du laboratoire national d'Oak Ridge, au Tennessee, n’avait été créé que depuis cinq ans lorsqu’elle s'y joint. Elle y devient la première chef de l'éducation et de la formation. À partir de 1949, elle consacre sa carrière à établir le nouveau programme de formation en physique de la santé (en), à enseigner et à conseiller les boursiers diplômés en physique de la santé,.
En dehors de ses obligations, Elda Anderson est également connue pour aider les élèves autant sur problèmes académiques que personnels. Elle a notamment donné des prêts à certains d’entre eux et a partagé un verre avec d’autres, lorsqu’ils vivaient une période troublée.
En 1955, Elda Anderson organise le premier cours international dans son domaine à Stockholm. Elle organise des cours similaires en Belgique en 1957 et à Bomby en 1958,. Elle supporte la création de la Société de Physique de la Santé (en) en 1955 en tant que secrétaire et éventuellement comme présidente de la Société de 1959 à 1960. En 1960, elle crée l'organisme de certification professionnelle connu sous le nom de American Board of Health Physics. Malgré une leucémie qu'elle contracte en 1956, elle maintient sa position pendant plusieurs années jusqu'à sa mort en 1961 à Oak Ridge, dans le Tennessee, années pendant lesquelles elle lutte également contre un cancer du sein.

### Décès et postérité
Elda Anderson ne s'est jamais mariée et n'a eu aucun enfant. La leucémie et le cancer du sein qui l’ont terrassée sont probablement dus à son travail avec des matières radioactives et elle y succombe le 17 avril 1961. Elle est enterrée au Green Lake Cemetery à Green Lake au Wisconsin. La nécrologie de Elda Emma Anderson a été largement couverte par la presse et les revues scientifiques,,. Des hommages furent écrits par des collègues ainsi que par d'anciens élèves,,.
Chaque année, elle est honorée à la réunion annuelle de la Société de physique de la santé lorsque le prix qui porte son nom est décerné à un jeune membre de la Société, le prix  Elda E. Anderson,.